# Tvibåsen
Tvibåsen är en dal i Antarktis. Den ligger i Östantarktis. Norge gör anspråk på området.